# Lavendelastrild
Lavendelastrild (Glaucestrilda caerulescens) är en fågel i familjen astrilder inom ordningen tättingar. Den förekommer i öppna områden i ett band strax söder om Sahara i Afrika. Beståndet anses vara livskraftigt.

## Utseende och läte
Lavendelastrilden är en mycket liten och silvergrå finkliknande fågel med lysande rött på stjärt, övergump och undergump och en lilafärgad näbb. Honan är mörkare undertill än hanen. Lätet är ett ljust och tunt "see" som ofta hörs i serier.

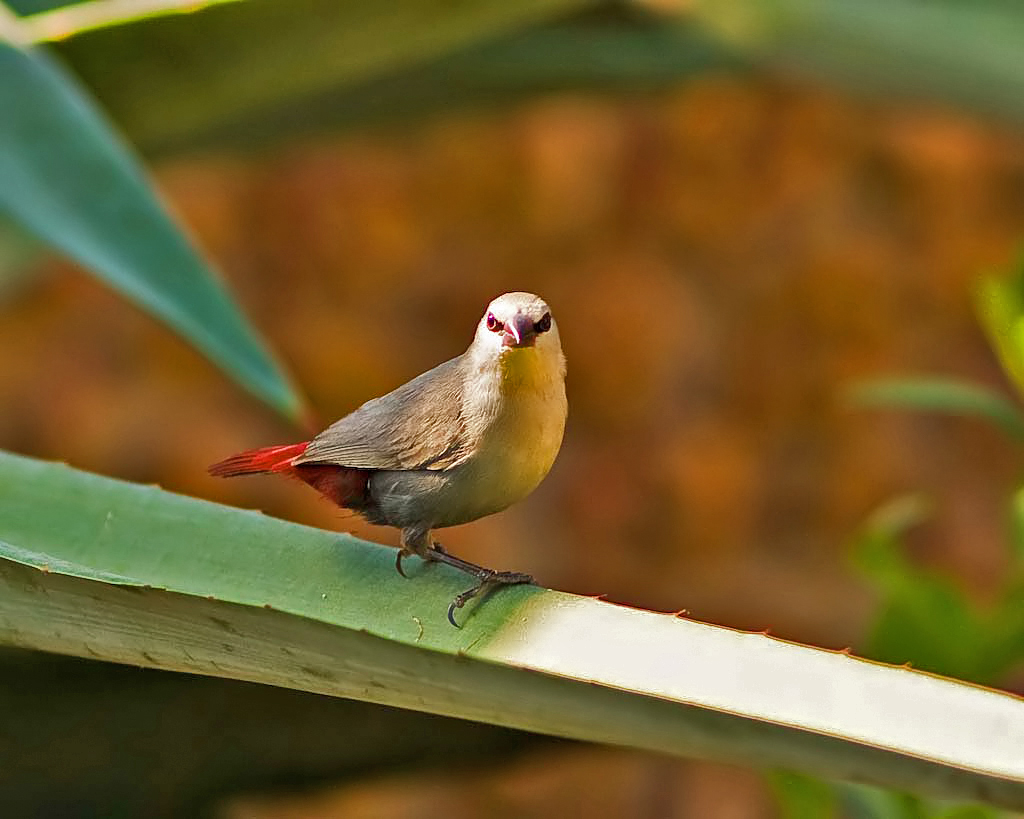
Hona

## Utbredning och systematik
Lavendelastrilden förekommer från Senegal och Gambia till sydvästra Tchad, norra Kamerun och Centralafrikanska republiken. Tillfälligt har den setts i Storbritannien, Portugal och Spanien, men det anses osannolikt att den nått dit på naturlig väg. Den behandlas som monotypisk, det vill säga att den inte delas in i några underarter.

### Släktestillhörighet
Lavendelastrilden placeras traditionellt i släktet Estrilda, men lyfts numera vanligen ut till släktet Glaucestrilda efter genetiska studier som visar att den liksom nära släktingarna svartstjärtad astrild och mopaneastrild står närmare vitkindad astrild (Delacourella capistrata, tidigare i Nesocharis).

## Levnadssätt
Lavendelastrilden hittas i öppna områden som sluttningar och kanter av fält. Den ses ibland i flockar med andra små finkliknande arter.

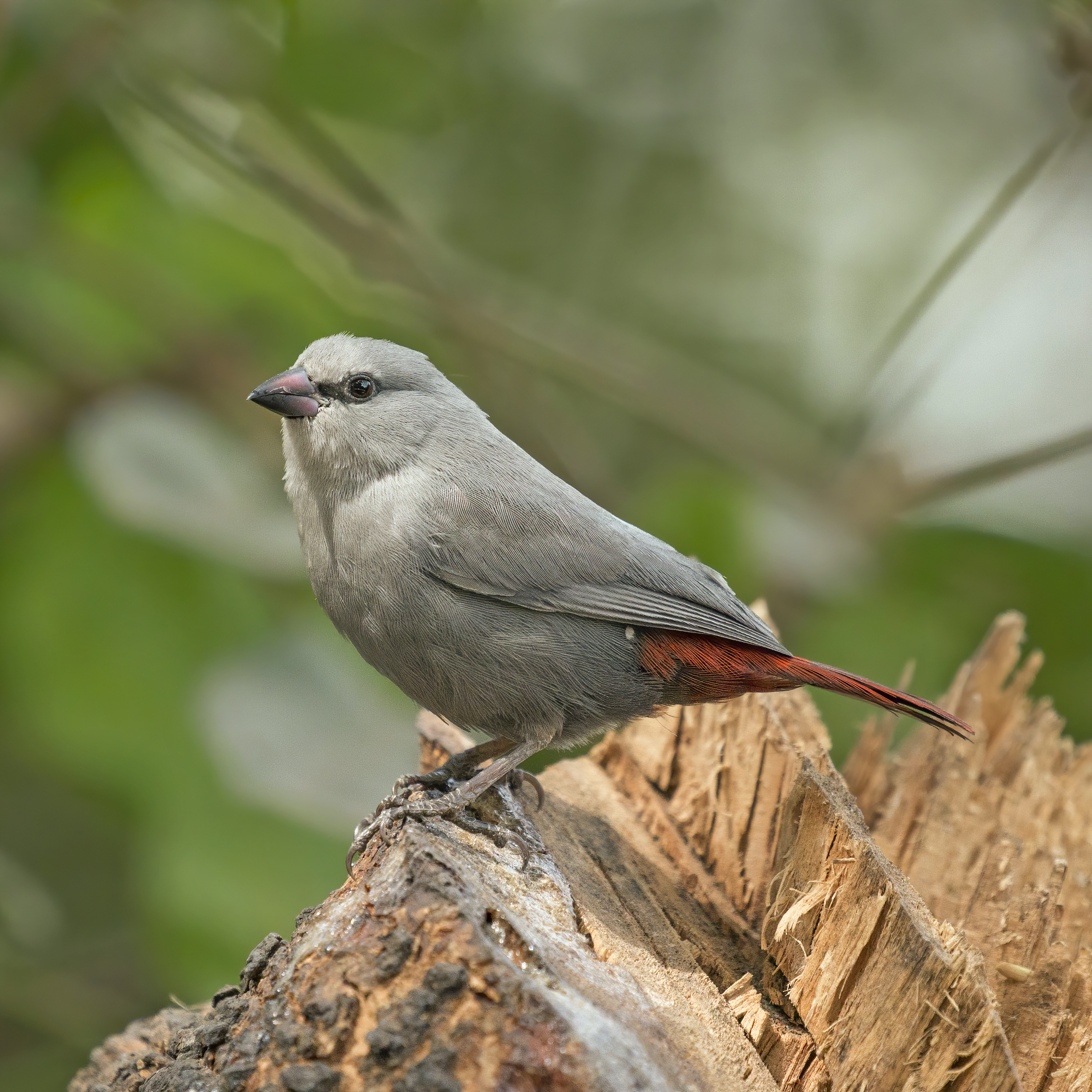
Hane lavendelastrild i Gambia.

## Status och hot
Arten har ett stort utbredningsområde och en stor population med stabil utveckling och tros inte vara utsatt för något substantiellt hot. Utifrån dessa kriterier kategoriserar internationella naturvårdsunionen IUCN arten som livskraftig (LC). Världspopulationen har inte uppskattats men den beskrivs som ovanligt till vanlig.